# Oryzias luzonensis
Oryzias luzonensis là một loài cá thuộc chi Cá sóc trong họ Cá sóc. Loài này được tìm thấy ở Luzon, Philippines.